# Ñoño
Febronio Barriga Gordorritúa, conocido como Ñoño, es un personaje de la serie de televisión mexicana El Chavo del 8, interpretado por Édgar Vivar. Es el único hijo del Señor Barriga, es un buen estudiante y tiene buen corazón, pero como la mayoría de los niños, es ingenuo. Sustituyó a la Chilindrina durante 1974-1975 y a Quico de 1979-1992, en situaciones similares a las de los personajes ausentes. Siempre viste overoles que se destacan por los colores brillantes, combinado con camisas de cuello que terminan en tipo encaje tanto de color verde, rojo y amarillo (en la serie animada) donde la mayoría de las veces luce un moño, el cual destaca por su tamaño, trata de acompañar su vestimenta con zapatos blancos, al igual que sus calcetas. 
Es objeto de burlas de sus compañeros y a veces de los adultos (sobre todo Don Ramón) a causa de su obesidad. En la serie animada sustituye a la Chilindrina, y es un gran y buen compañero de el Chavo, Quico, la Popis, Paty y Godínez, y con ellos comparte nuevas y divertidas aventuras.
Durante la serie del Chavo del 8, Noño era personaje secundario tras la salida de Quico y Don Ramón del programa, y pasó a hacer un personaje principal en la serie y el programa Chespirito, el cual la mayoría de episodios solía imitar frases o acciones que solía hacer Quico en los años 1980-1991.

## Biografía
Es un niño de contextura gruesa, lo que ocasiona algunas bromas inocentes, pero también le sirve para defenderse cuando colman su paciencia. Es el hijo del señor Barriga; de 8 años de edad que comparte sus ratos libres con sus amigos de la vecindad -de la que es dueño su padre-. Vive fuera de la vecindad en compañía de su padre, el señor Barriga; su madre es una señora de negocios que generalmente se encuentra fuera del país atendiendo su trabajo.
Se puede ver que el personaje es muy aplicado en sus estudios, bastante educado a la hora de dirigirse a sus mayores, es tímido y muy rara vez hace un acto incorrecto. Se relaciona perfectamente con el Chavo, Quico, la Chilindrina, Godinez y la Popis. 
Sus participaciones en la vecindad son ocasionales, se lo encuentra más en los episodios del salón de clases, en donde por lo general, se escucha responder correctamente las preguntas hechas por el Profesor Jirafales.
Tiene una particular forma de llorar y a pesar de que no es muy frecuente que lo haga, se diferencia ya que genera pequeños gritos, más bien, como si estuviera tosiendo. Mantiene un gran parecido físico con su papá, del cual es su compañero y amigo, demostrando un gran respeto hacia la figura paterna.

## Vestuario
Su vestuario varía pero con atuendos muy similares; siempre se ve con overoles con colores encendidos, ya sea verdes o rojos. Sus camisas combinas con el overol y tienen un estilo flojo, colores brillantes y con un cuello que sobresale el encaje en los bordes. Sus zapatos tennis de color blanco impecable, al igual que sus calcetas se hace ver la clase que mantiene Ñoñín (como una vez lo llama Don Ramón).

## Frases
- Wikiquote alberga frases célebres de o sobre Ñoño.